# Richard Burton

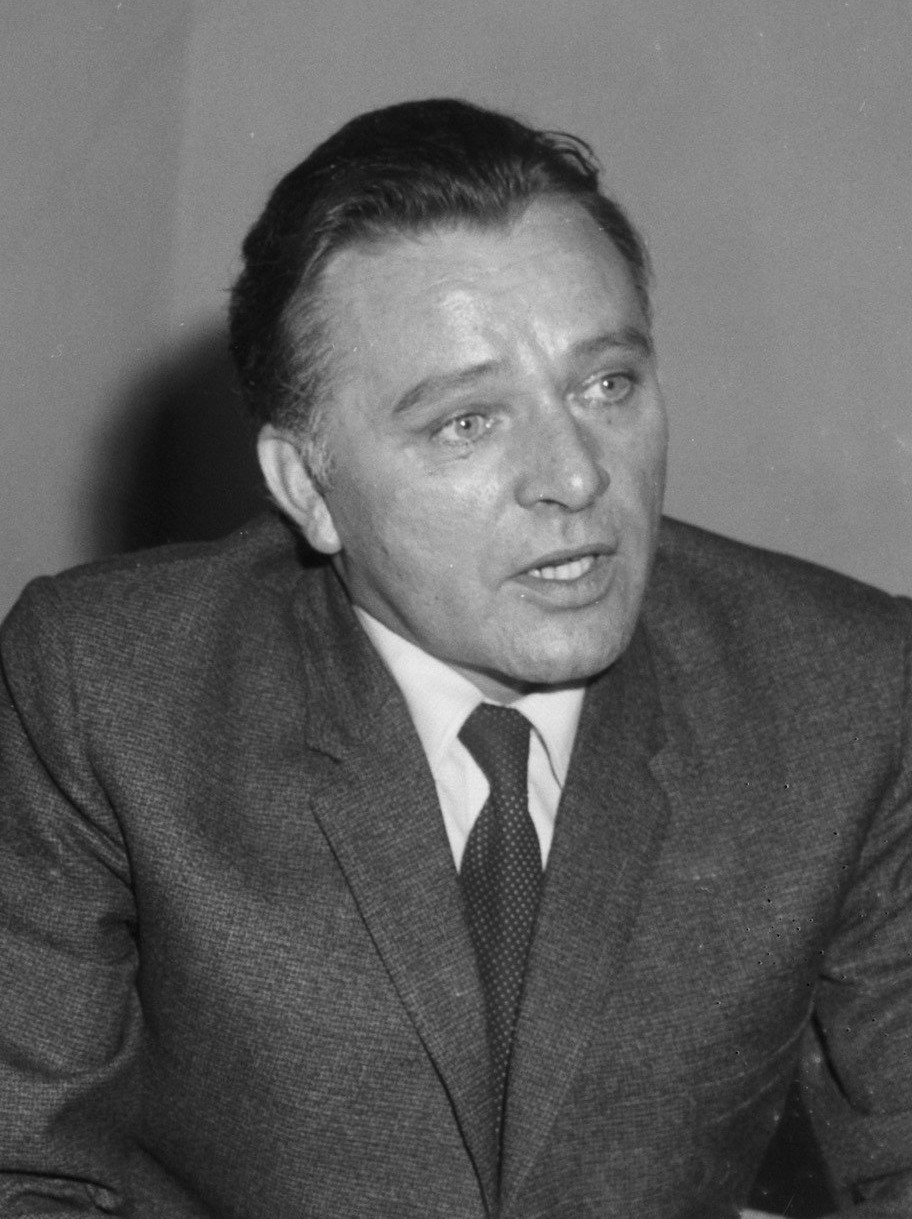
Richard Burton (1965)

Richard Burton, CBE (* 10. November 1925 in Pontrhydyfen, Wales; † 5. August 1984 in Genf, Schweiz; eigentlich Richard Walter Jenkins jr.) war ein britischer Schauspieler. Burton, der zunächst als Shakespeare-Darsteller hervortrat, gilt als einer der bedeutendsten englischsprachigen Bühnenschauspieler. Darüber hinaus wirkte er in zahlreichen Filmen mit und erlangte in den 1960er Jahren internationalen Starruhm auch durch seine Verbindung mit Elizabeth Taylor.

## Leben

### Kindheit und Jugend
Richard Burtons Mutter starb, als er zwei Jahre alt war. Er hatte zwölf Geschwister. Das Leben des Vaters, ein Bergarbeiter, war durch Alkoholismus geprägt, mit dem auch Burton selbst später zu kämpfen hatte. Die Familie lebte in Armut, und auch nach dem Tod der Mutter blieb der Kampf gegen die allgemeine Armut lebensbestimmend. 1927 – nach dem Tod der Mutter – kam Burton zu seiner Schwester Cecilia („Cis“), die ihn aufzog.

### Schauspielerkarriere
Trotz schlechter Voraussetzungen erkämpfte sich Burton aufgrund seiner Begabung einen Namen im Schauspielerberuf. Er studierte in Oxford, spielte im Studententheater und stand schließlich auf der Bühne des Old Vic. Er galt als hervorragender Schauspieler von Shakespeare-Stücken. Von seinem Sprachlehrer Philip Burton, der ihm seinen walisischen Akzent abgewöhnte, nahm er den Familiennamen als Künstlernamen an. Mit neunzehn Jahren hatte er sein Debüt im Londoner West End. 1949 schaffte er den Durchbruch am Globe Theatre mit dem Stück Die Dame ist nicht fürs Feuer von Christopher Fry in einer Inszenierung von John Gielgud.
1952 spielte er mit Olivia de Havilland in seinem ersten Hollywood-Film, Meine Cousine Rachel, der ihm eine Oscar-Nominierung einbrachte. Danach folgten Filmerfolge wie Das Gewand und Blick zurück im Zorn. Während er 1960 an der Seite von Julie Andrews in dem Musical Camelot auf der Bühne stand, wurde er für den Monumentalfilm Cleopatra verpflichtet, bei dessen Dreharbeiten er Elizabeth Taylor kennenlernte.

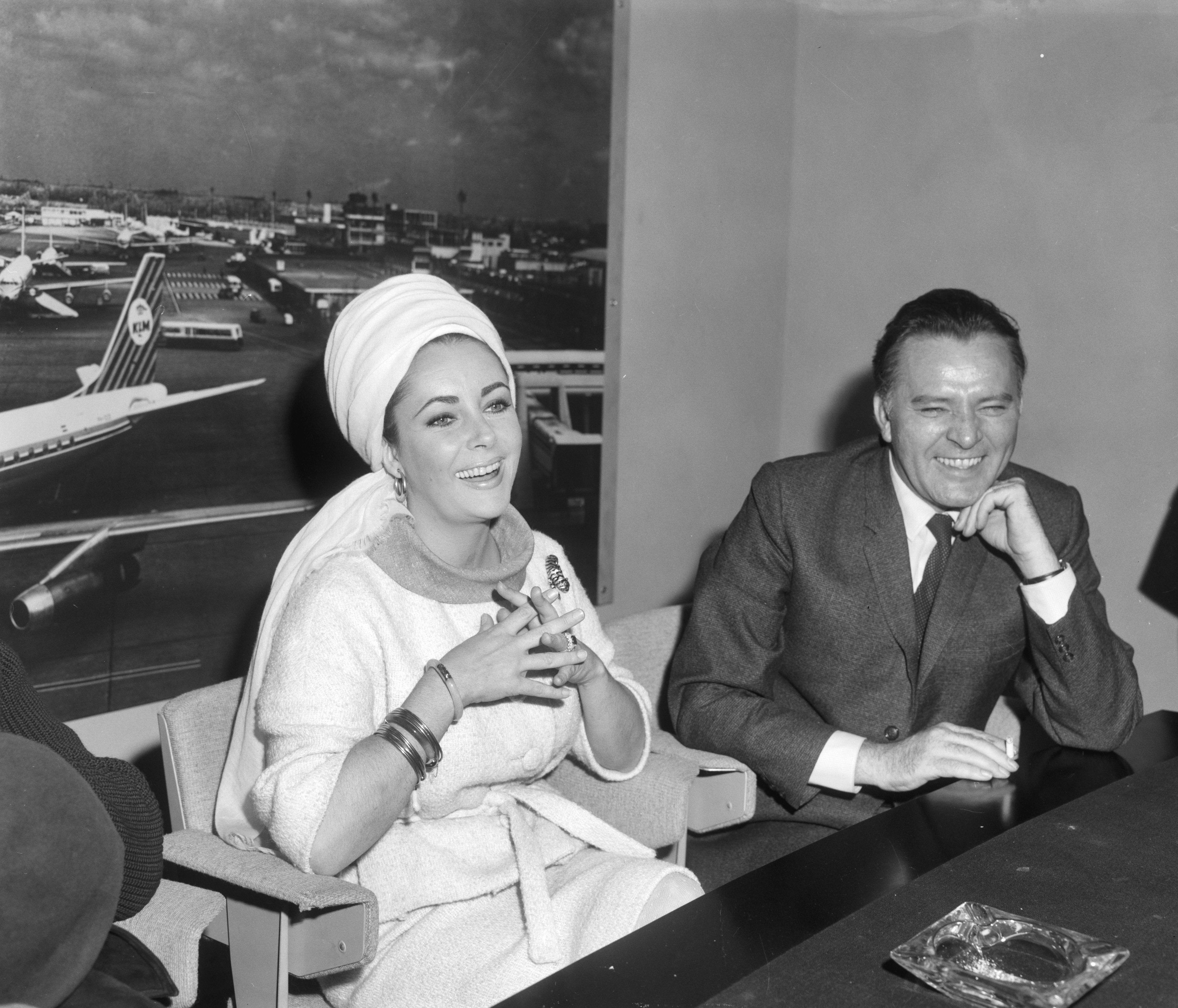
Burton mit Elizabeth Taylor (1965)

Von da an stand Burton wegen der wechselvollen und skandalträchtigen Beziehung zu Elizabeth Taylor, die zweimal seine Ehefrau wurde, im Licht der Öffentlichkeit. Ihretwegen ließ er sich von seiner ersten Frau, Sybil Williams, nach gemeinsamen 14 Jahren scheiden. Der Film Wer hat Angst vor Virginia Woolf? von 1966 wurde, wie auch viele andere Filme, in denen Burton und Taylor gemeinsam auftraten, vom Publikum als Projektionsfläche ihres Ehelebens betrachtet.
Das Ehepaar Taylor-Burton war in den 1960er Jahren das bestbezahlte Schauspielerpaar der Welt. Ihre Einnahmen wurden auf zusammen ca. 50 Millionen US-Dollar geschätzt. Einen Großteil ihres Kassenerfolges verdankten ihre Filme der Neugier des Publikums, die das Paar, das in der Boulevardpresse allgegenwärtig war, auf der Leinwand sehen wollte, auch wenn manchen dieser Filme in künstlerischer Hinsicht keine große Bedeutung zukam. Als Burtons beste Leistungen in dieser Zeit gelten seine Rollendarstellungen in drei Filmen, jeweils ohne die Mitwirkung Taylors: Becket (1964), Die Nacht des Leguan (1964) und Der Spion, der aus der Kälte kam (1965).

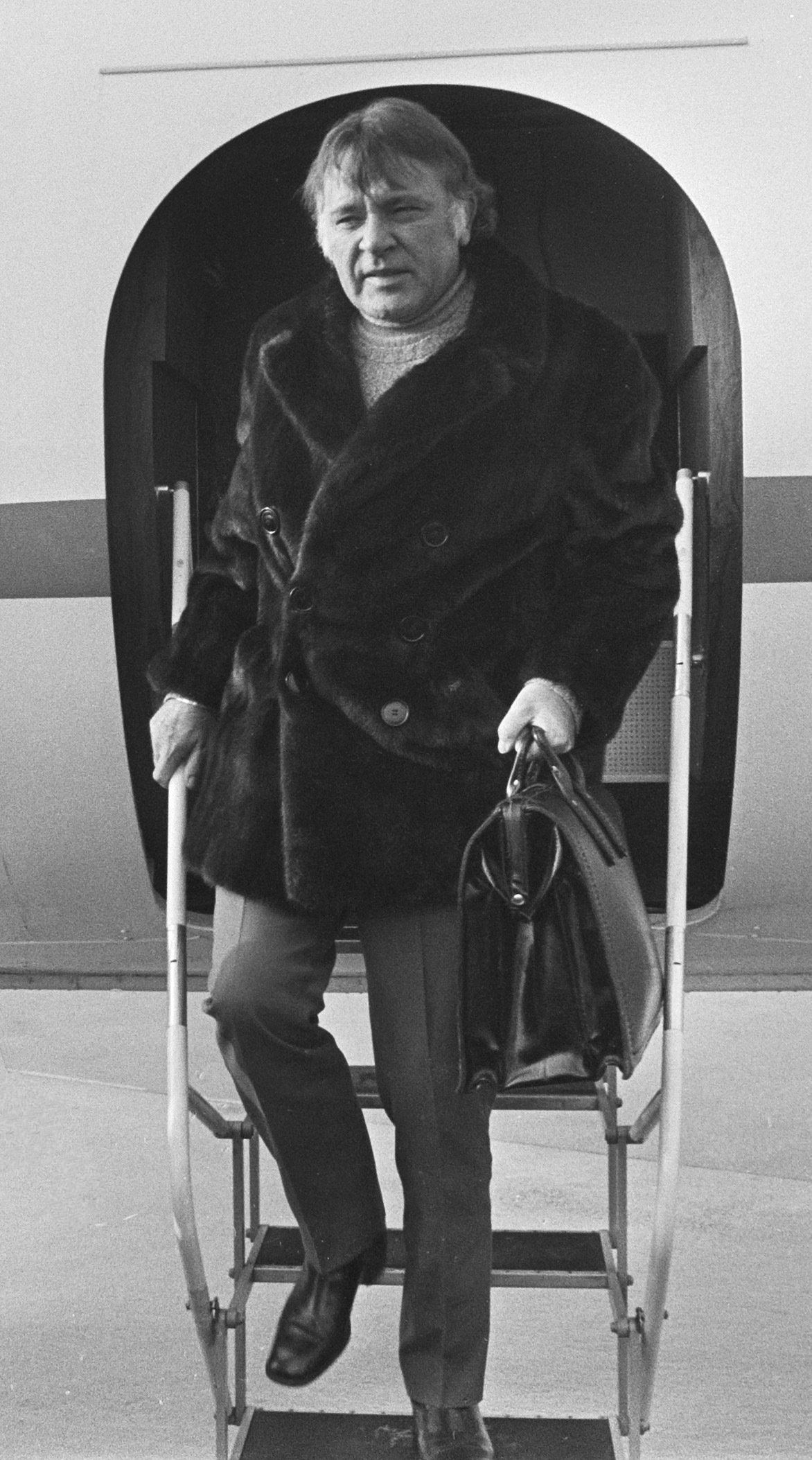
Richard Burton (1971)

Für die Verfilmung von Die fünfte Offensive – Kesselschlacht an der Sutjeska (1973), die die Schlacht an der Sutjeska rekonstruiert, wurde, zu dieser Zeit ungewöhnlich für eine osteuropäische Filmproduktion, mit Burton ein westlicher Spitzendarsteller verpflichtet. Während der Dreharbeiten kam es auch zu einer Begegnung Burtons mit dem jugoslawischen Staatschef, Tito, dem ebenfalls der Ruf der Trinkfestigkeit vorauseilte. Burton spielte weiterhin auch Theater, sein Erfolg im Kino ließ in den 1970er Jahren nach. Im Verlauf dieses Jahrzehnts trat Burton zunehmend in Filmen auf, die betont kommerziell ausgerichtet waren und ihm hohe Gagen einbrachten. 1980 erlebte Camelot mit ihm in der Hauptrolle seine Wiederaufnahme, 1983 stand er in der Theaterkomödie Private Lives von Noël Coward letztmals mit Elizabeth Taylor auf der Bühne.
Burton war siebenmal für einen Oscar nominiert, ohne je einen zu erhalten. Nur Peter O’Toole erhielt mehr Nominierungen als Schauspieler (insgesamt acht), ebenfalls ohne die Auszeichnung zu gewinnen. 1968 erhielt Burton in Deutschland einen Bambi. Die Autoren des Buches The Golden Turkey Awards verliehen ihm einen fiktiven Preis für den „schlechtesten Schauspieler aller Zeiten“.
Burton hat im Verlauf seiner Karriere in fast 70 Spielfilmen mitgewirkt, darunter in Wer hat Angst vor Virginia Woolf?, Der Exorzist II – Der Ketzer, Steiner – Das Eiserne Kreuz, 2. Teil und Die Wildgänse kommen. 1978 lieh Burton dem Journalisten in Jeff Wayne’s Musical Version of the War of the Worlds seine Stimme, der als moderierender Erzähler durch die Handlung führt.
Sein letzter Film war 1984 nach dem gleichnamigen Roman von George Orwell. Kurz nach Abschluss der Dreharbeiten erlitt er in seinem Haus in Céligny eine Hirnblutung, an der er starb. Seine Mitwirkung bei dem Film Wildgänse 2 kam nicht mehr zustande, sodass Edward Fox seine Rolle übernahm.
Burton wurde oft von Holger Hagen synchronisiert. Auch Horst Schön und Ernst Wilhelm Borchert liehen ihm mehrmals ihre Stimme.

### Privates

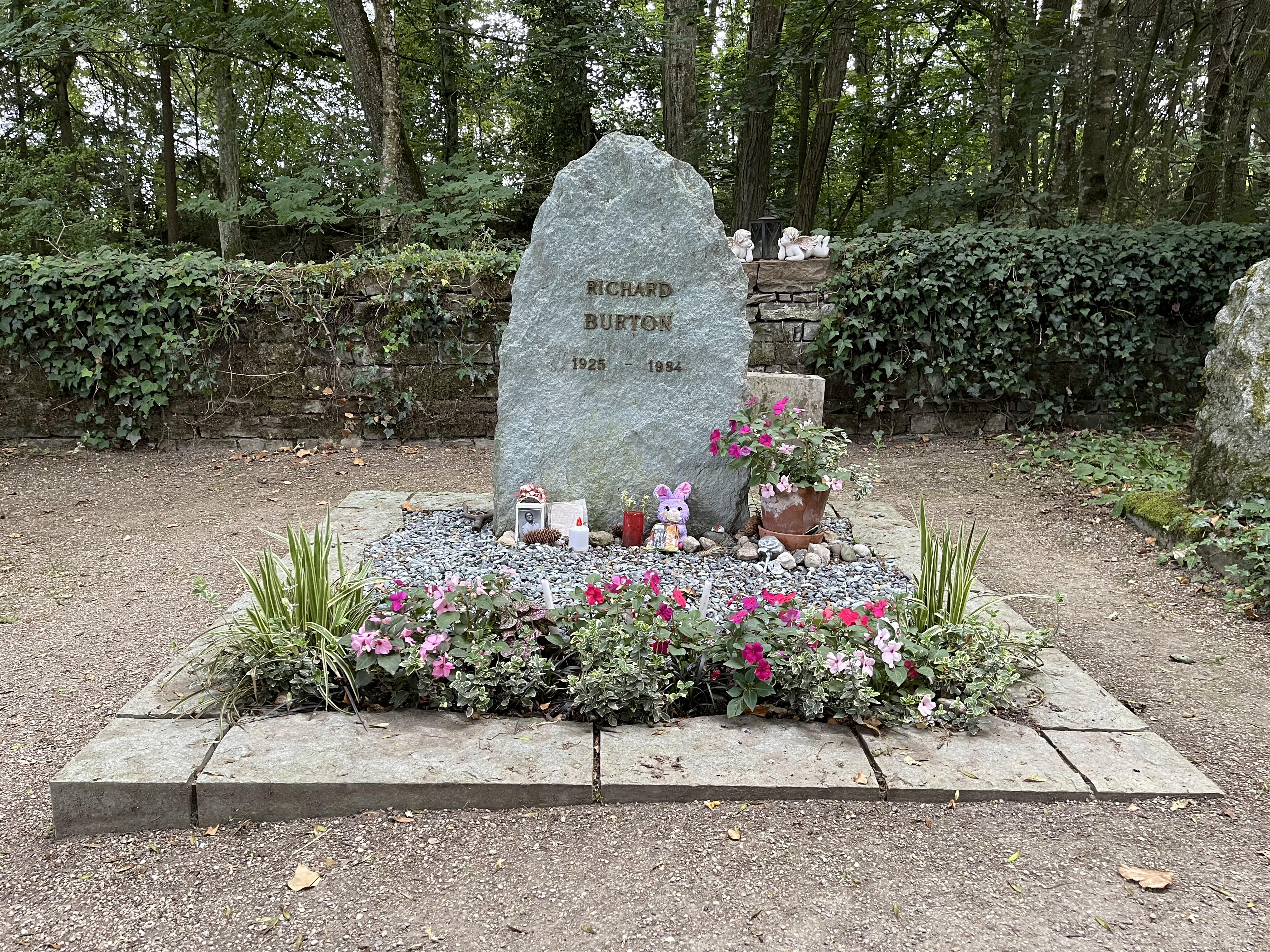
Grab von Richard Burton in Céligny.

Aus seiner ersten Ehe mit der Waliserin Sybil Williams stammt Burtons Tochter Kate Burton, die ebenfalls Schauspielerin wurde, sowie die 1959 geborene Tochter Jessica.
Burtons Alkoholkrankheit war lange ein offenes Geheimnis, sie behinderte ihn vielfach bei Dreharbeiten, und in späteren Jahren sprach er selbst öffentlich darüber. Nach den Ehen mit Elizabeth Taylor (1964–1974 und 1975–1976) war er von 1976 bis 1982 mit Susan Hunt, der ehemaligen Ehefrau des Formel-1-Rennfahrers James Hunt, verheiratet, die dazu beitrug, dass er seinen Alkoholkonsum erheblich einschränken konnte. Burtons vierte und letzte Ehefrau war die Presseagentin Sally Hay, die er während der Dreharbeiten zu der Fernsehserie Wagner – Das Leben und Werk Richard Wagners kennenlernte und mit der er bis zu seinem Tod am 5. August 1984 zusammenlebte.
Am 13. Juni 1970 wurde er von Königin Elisabeth II. zum Commander of the Order of the British Empire ernannt.
Burton starb 1984 im Alter von 58 Jahren in Genf an einer Hirnblutung. Sein Grab befindet sich auf dem „Alten Friedhof“ (Vieux Cimetière) von Céligny im Kanton Genf.

## Filmografie (Auswahl)
- 1949: Now Barabbas
- 1949: The Last Days of Dolwyn
- 1949: The Woman with No Name
- 1950: Zwischen Ebbe und Flut (Waterfront)
- 1951: Green Grow the Rushes
- 1952: Meine Cousine Rachel (My Cousin Rachel)
- 1953: Die Wüstenratten (The Desert Rats)
- 1953: Das Gewand (The Robe)
- 1955: Der große Regen (The Rains of Ranchipur)
- 1955: König der Schauspieler (Prince of Players)
- 1956: Alexander der Große (Alexander the Great)
- 1957: Treibgut der Leidenschaft (Seawife)
- 1959: Blick zurück im Zorn (Look Back in Anger)
- 1960: Titanen (Ice Palace)
- 1962: Der längste Tag (The Longest Day)
- 1962: Dylan Thomas (Kurzfilm, Stimme)
- 1963: Cleopatra
- 1963: Hotel International (The V.I.P.s)
- 1964: Becket
- 1964: Die Nacht des Leguan (The Night of the Iguana)
- 1964: Hamlet
- 1964: Zulu (Erzähler)
- 1965: … die alles begehren (The Sandpiper)
- 1965: Der Spion, der aus der Kälte kam (The Spy Who Came in from the Cold)
- 1966: Wer hat Angst vor Virginia Woolf? (Who’s Afraid of Virginia Woolf?)
- 1967: Der Widerspenstigen Zähmung (The Taming of the Shrew) (& Produktion)
- 1967: Doktor Faustus (Doctor Faustus)
- 1967: Die Stunde der Komödianten (The Comedians)
- 1968: Brandung (Boom)
- 1968: Agenten sterben einsam (Where Eagles Dare)
- 1968: Unter der Treppe (Staircase)
- 1968: Candy
- 1969: Königin für tausend Tage (Anne of the Thousand Days)
- 1971: Im Morgengrauen brach die Hölle los (Raid on Rommel)
- 1971: Die alles zur Sau machen (Villain)
- 1972: Das Mädchen und der Mörder (L‘assassinat de Trotsky)
- 1972: Blaubart (Barbe bleu)
- 1972: Hammersmith ist raus (Hammersmith Is Out)
- 1972: Unter dem Milchwald (Under Milk Wood)
- 1973: Seine Scheidung, ihre Scheidung (Divorce His, Divorce Hers)
- 1973: Die fünfte Offensive – Kesselschlacht an der Sutjeska (Sutjeska)
- 1973: Rappresaglia – Tödlicher Irrtum (Rappresaglia)
- 1974: Die Reise nach Palermo (Il viaggio)
- 1974: Verflucht sind sie alle (Klansman)
- 1974: Flüchtige Begegnung (Brief Encounter)
- 1977: Equus – Blinde Pferde (Equus)
- 1977: Die Wildgänse kommen (The Wild Geese)
- 1977: Exorzist II – Der Ketzer (Exorcist II: The Heretic)
- 1978: Der Schrecken der Medusa (The Medusa Touch)
- 1978: The War of the Worlds (Stimme)
- 1978: Absolution
- 1979: Steiner – Das Eiserne Kreuz, 2. Teil
- 1980: Zwei Herzen voller Liebe (Circle of Two)
- 1981: Tristan und Isolde (Lovespell)
- 1982: Ein Colt für alle Fälle (The Fall Guy, Fernsehserie, Folge Zug um Zug)
- 1983: Wagner – Das Leben und Werk Richard Wagners (Wagner, Fernsehserie, zehn Folgen)
- 1984: 1984 (Nineteen Eighty-Four)

## Hörspiele (Auswahl)
- 1954: Dylan Thomas: Under Milk Wood (Erzähler) – Regie: Douglas Cleverdon (Original-Hörspiel – BBC)

## Auszeichnungen (Auszug)
Oscar
- 1953: Oscar-Nominierung als bester Nebendarsteller für Meine Cousine Rachel
- 1954: Oscar-Nominierung als bester Hauptdarsteller für Das Gewand
- 1965: Oscar-Nominierung als bester Hauptdarsteller für Becket
- 1966: Oscar-Nominierung als bester Hauptdarsteller für Der Spion, der aus der Kälte kam
- 1967: Oscar-Nominierung als bester Hauptdarsteller für Wer hat Angst vor Virginia Woolf?
- 1970: Oscar-Nominierung als bester Hauptdarsteller für Königin für tausend Tage
- 1978: Oscar-Nominierung als bester Hauptdarsteller für Equus – Blinde Pferde

Golden Globe
- 1953: Golden Globe als vielversprechendster Newcomer für Meine Cousine Rachel
- 1965: Golden-Globe-Nominierung als bester Hauptdarsteller für Becket
- 1966: Golden-Globe-Nominierung als bester Hauptdarsteller für Wer hat Angst vor Virginia Woolf?
- 1970: Golden-Globe-Nominierung als bester Hauptdarsteller für Königin für tausend Tage
- 1978: Golden Globe als bester Hauptdarsteller für Equus – Blinde Pferde

BAFTA Award
- 1960 Nominierung: bester britischer Darsteller für Blick zurück in Zorn
- 1968 Nominierung: bester britischer Darsteller für Der Widerspenstigen Zähmung
- 1967 Bester britischer Darsteller für Wer hat Angst vor Virginia Woolf?

Bambi Award
- 1968 Bester ausl. Darsteller für Wer hat Angst vor Virginia Woolf?

David di Donatello 
- 1966 Bester ausl. Darsteller (Migliore Attore Straniero) für Der Spion, der aus der Kälte kam
- 1967 Bester ausl. Darsteller (Migliore Attore Straniero) für Der Widerspenstigen Zähmung

Fotogramas de Plata
- 1965 Bester ausl. Darsteller (Mejor intérprete de cine extranjero) für Becket

National Society of Film Critics Awards
- 1967 Zweiter Platz bei der Wahl zum Besten Hauptdarsteller Wer hat Angst vor Virginia Woolf?

(zusammen mit Max von Sydow für Hawaii).
New York Film Critics Circle Awards
- 1966 Zweiter Platz bei der Wahl zum Besten Hauptdarsteller Wer hat Angst vor Virginia Woolf?

Taormina International Film Festival
- 1973 Bester Hauptdarsteller für Rappresaglia – Tödlicher Irrtum

Valladolid International Film Festival
- 1984 Bester Hauptdarsteller (zusammen mit John Hurt) für 1984
- 2013 Stern auf dem Walk of Fame (6336 Hollywood Blvd.)

Skulptur
- 2015 In Puerto Vallarta wurde die Elizabeth-Taylor-und-Richard-Burton-Skulptur aufgestellt.

## Varia
Richard Burtons Porträt ist auf den von Johnny Bruck geschaffenen Titelbildern der Perry-Rhodan-Heftromane Nr. 593, Der Metapsychische Krieg (1973) und Nr. 740, Die Schaltmeister von Orcsy (dort als Verkörperung der Romanfigur Kor Kalmeck) abgebildet.